# Arnfast
Arnfast var en dansk abbot i Ry kloster i Danmark.
När kung Kristoffer dog 1259, spreds ett rykte att Arnfast var den som förgiftat honom. Arfast hörde till ärkebiskop Jacob Erlandsens parti, med vilket kungen befann sig i bitter strid. År 1260 vigde ärkebiskopen Arnfast till biskop i Aarhus, men påven utsåg en annan.